# کوین فورچونه
کوین فورچونه (فرانسوی: Kévin Fortuné‎؛ زادهٔ ۶ اوت ۱۹۸۹) بازیکن فوتبال اهل فرانسه است.
از باشگاه‌هایی که در آن بازی کرده‌است می‌توان به باشگاه فوتبال تروا، باشگاه فوتبال لانس و باشگاه فوتبال تراکتور اشاره کرد. وی همچنین در تیم ملی فوتبال مارتینیک بازی کرده‌است.